# Magdalena Catalina del Palatinado-Zweibrücken
Magdalena Catalina del Palatinado-Zweibrücken (en alemán: Magdalena Katharina von Pfalz-Zweibrücken; Zweibrücken, 26 de abril de 1607-Estrasburgo, 20 de enero de 1648) fue, por nacimiento, una princesa del Palatinado-Zweibrücken y, por matrimonio, duquesa y condesa palatina de Birkenfeld.

## Biografía
Magdalena Catalina era la única hija del duque y conde palatino Juan II de Zweibrücken-Veldenz (1584-1635) de su primer matrimonio con Catalina de Rohan (1578-1607), hija del vizconde Renato II de Rohan. Del segundo matrimonio de su padre, tenía siete hermanastros, de los cuales el mayor de ellos, Federico, heredó la posición de su padre como conde palatino y duque de Zweibrücken.

### Matrimonio e hijos
Contrajo matrimonio el 14 de noviembre de 1630 en Zweibrücken con el conde palatino y duque Cristián I de Birkenfeld (1598-1654). Magdalena Catalina trajo como dote al matrimonio el distrito de Bischweiler, en Alsacia. La pareja inicialmente vivió en un ala del Castillo de Birkenfeld. Más tarde, Cristián construyó un castillo para sí mismo, que utilizaron como residencia familiar. No obstante, Bischweiler fue completamente destruido en 1635 en medio de la guerra de los Treinta Años. De su matrimonio, Magdalena Catalina tuvo los siguientes hijos:
- Hijo de nombre desconocido (1631).
- Gustavo Adolfo (1632).
- Juan Cristián (1633).
- Dorotea Catalina (1634-1715), desposó en 1649 al conde Juan Luis de Nassau-Ottweiler (1625-1690).
- Luisa Sofía (1635-1691).
- Cristián II (1637-1717), duque y conde palatino de Birkenfeld-Bischweiler, desposó en 1667 a la condesa Catalina Ágata de Rappoltstein (1648-1683).
- Juan Carlos (1638-1704), conde palatino y duque de Gelnhausen, desposó en primeras nupcias en 1685 a la princesa y condesa palatina Sofía Amalia de Zweibrücken (1646-1695), y en segundas nupcias en 1696 a Esther María de Witzleben (1665-1725).
- Ana Magdalena (1640-1693), desposó en 1659 al conde Juan Reinardo II de Hanau-Lichtenberg (1628-1666).
- Clara Sibila (1643-1644).

Magdalena Catalina murió en el exilio en Estrasburgo, el 20 de enero de 1648. Fue enterrada en la Iglesia protestante de Bischweiler.